# Xã Maza, Quận Towner, Bắc Dakota
Xã Maza (tiếng Anh: Maza Township) là một xã thuộc quận Towner, tiểu bang Bắc Dakota, Hoa Kỳ. Năm 2010, dân số của xã này là 14 người.